# Bradya minutiseta
Bradya minutiseta är en kräftdjursart som beskrevs av Soyer 1972. Bradya minutiseta ingår i släktet Bradya och familjen Ectinosomatidae. Inga underarter finns listade i Catalogue of Life.